# یاقوت مستعصمی
جمال الدین ابوالدر یاقوت مستعصمی بغدادی، ملقب به قبلةالکتاب، خطاط شهیر (درگذشته به سال ۶۹۸ هجری قمری) وی به سبب خط بدیع خود مخصوصاً به جهت نسخه‌های قرآنی که نوشته شهرت یافته‌است. یکی از نسخه‌ها در کتابخانه مصری نگهداری می‌شود که در سال ۶۹۰ هجری قمری از نوشتن آن فراغت یافته‌است.
او اهل حبش و در خط ابن بواب تحقیق و تتبع کرد. در روش خوشنویسی تغییراتی داد و خط را به دور رسانید. او در در روش تراشیدت قلم و قط زدن استادان پیشین تجدیدنظر کرد.
او مردی ادیب، فاضل و شاعر بوده‌است. وی از تربیت یافتگان المستعصم بالله آخرین خلیفه عباسی بود، به همین دلیل خود را مستعصمی می‌نامید و به همین نام آثارش را رقم می‌زد. وی خطوط مختلف اسلامی را قاعده‌مند کرد.
او پس از آنکه ملقب به قبله الکتاب شد هر روز دو جز از قرآن را کتابت می‌کرد و هر ماه دو قرآن کامل را به پایان می‌رساند و در انتهای آن قید می‌کرد که چندمین قرآن کتابت شده‌است. از این قرآن‌ها نسخه سیصد و شصت و چهارم را دیده‌اند. او هر روز به هفتاد نفر تعلیم خوشنویسی می‌داد.
وفات یاقوت مستعصمی در سال ۶۹۸ هجری قمری رخ داده‌است و از او به‌عنوان بزرگ‌ترین خوشنویس در عرصه نگارش خط ثلث نام برده می‌شود.
در حال حاضر نیز آثاری از این هنرمند نامی به یادگار مانده‌است که در موزه‌های بزرگ دنیا در معرض دید عموم قرار دارد.
تاکنون ارزش مادی مشخصی برای دست خط‌های به جای مانده از ابوالدر یاقوت مستعصمی تعیین نشده‌است.

## در تاریخ‌نامه‌ها

یکی از صفحات انتهایی نسخه قرآن مجید بخط یاقوت – خط نسخ خفی عالی و سرسوره‌های ثلث

صفحه آخر قرآن در تصویر فوق همراه با امضاء یاقوت مستعصمی

اقبال آشتیانی ذیل صنایع دوره مغول آورده‌است: «یکی از شعب عمده صنایع مستظرفه که مخصوصاً مقارن استیلای مغول در ممالک شرق اهمیت فوق‌العاده داشت، حسن خط بوده و مستنصر و مستعصم و وزرای ایشان در جلب خوشنویسان و به کار واداشتن ایشان در خزانةالکتب‌های دارالخلافه مبالغ بسیار خرج می‌کردند و مشهورترین خطاطان این دوره دو نفرند: یکِی صفی الدین عبدالمومن ارموی است و دیگری شاگرد او که در فن خط به مراتب از استاد خود معروفتر شده یعنی جمال الدین یاقوت مستعصمی (متوفی سال ۶۹۸) که هر دو سابقاً از خطاطان مخصوص مستعصم آخرین خلیفه عباسی بوده و بعد از برافتادن دولت عباسیان بخدمت خاندان جوینی پیوسته‌اند و یاقوت که استاد خط نسخ محسوب می‌شود ابتدا از غلامانی بوده که او را مستعصم خریده و به شاگردی صفی الدین عبدالمومن واداشته و او بزودی در ادب و حسن خط مهارت بسیار یافته و در این فن اخیر بر استاد خود نیز پیشی گرفته‌است. عطاملک جوینی او را بسیار محترم می‌داشت و پسران خود و برادرزاده خویش شرف الدین هارون را برای آموختن حسن خط پیش او به شاگردی واداشت.»

## آثار
افزون برنگاشتن قرآن یاقوت بعضی حکم و منتخبات را نیز نگاشته ازجمله:
- اسرار الحکماء: از نوع مطالب پند و تصوف است که به ضمیمه امثال العرب ضبی در استانبول به سال ۱۳۰۰ طبع شده‌است.
- رساله آداب و حکم و اخبار و آثار فقه و اشعار منتخبه. در مجموعه‌ای به نام سه رساله در مطبعه الجوانب استانبول به سال ۱۲۹۸ در ۷۷ صفحه چاپ شده‌است.
- نبذة من اقوال الفضلاء، یاقوت آن‌ها را در سال ۶۸۱ گرد آورده و آن در ضمن کتاب تنزیه الالباب فی حدائق الاًداب تألیف مطران و داود در موصل به سال ۱۸۶۳ طبع شده‌است.[۴]

## شاگردان
هفت تن از معروف‌ترین شاگردان یاقوت مستعصمی که به «استادان سبعه» یا «استادان هفتگانه» شهرت دارند عبارتند از:
- ارغون بن عبدالله کاملی
- مولانا عبدالله صیرفی
- مولانا یحیی صوفی
- مولانا مبارک شاه سیوفی
- مبارکشاه بن قطب تبریزی
- مولانا احمد سهروردی

و یک نفر دیگر احتمالاً یوسف مشهدی